# آلکارس
آلکارس (به اسپانیایی: Alcarrás) یک منطقهٔ مسکونی در اسپانیا است که در سگریا واقع شده‌است. آلکارس ۱۱۴٫۳ کیلومتر مربع مساحت دارد ۱۳۷ متر بالاتر از سطح دریا واقع شده‌است.